# اشفورد (واشینگتن)
اشفورد (به انگلیسی: Ashford) یک منطقهٔ مسکونی در ایالات متحده آمریکا است که در واشینگتن واقع شده‌است. اشفورد ۵٫۴ کیلومتر مربع مساحت و ۲۱۷ نفر جمعیت دارد و ۵۳۷ متر بالاتر از سطح دریا قرار دارد.